# Revsudden
Revsudden is een plaats in de gemeente Kalmar in het landschap Småland en de provincie Kalmar län in Zweden. De plaats heeft 81 inwoners (2005) en een oppervlakte van 32 hectare.
De plaats ligt grotendeels op een in de Oostzee gelegen schiereiland. De plaats bestaat vooral uit vrijstaande huizen en er ligt onder andere een kleine jachthaven in de plaats. Tot 1972 was er een veerbootverbinding tussen Revsudden en Stora Rör op het eiland Öland, deze veerverbinding werd overbodig toen de Ölandsbrug werd geopend, deze brug verbindt Öland tegenwoordig met het vasteland.